# Portell de Morella
Portell de Morella és un municipi del País Valencià a la comarca dels Ports. Limita amb la Mata, Cinctorres, Castellfort i Vilafranca, i amb l'Anglesola, a Aragó.

## Geografia

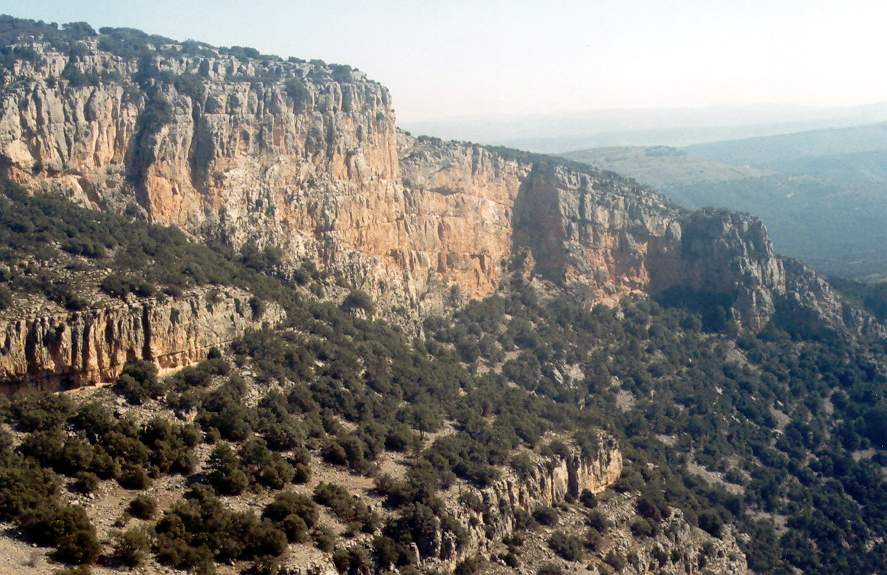
La Roca Roja

Segons Madoz, «el terreny és montuós i secà, de mitjana qualitat». Cavanilles el descriu «fracció» i amb «descarnades i dures les penyes calcàries que el cobreixen».
Des de Castelló s'hi accedeix a través de la CV-151, prenent després la CV-10 per a accedir a la CV-15; posteriorment es pren l'A-227 per a finalitzar en la CV-125.

## Història
Les primeres proves documentades de presència humana corresponen a jaciments arqueològics i pintures rupestres, que van des del període Magdalenenc a l'Epipaleolític i després al Mesolític. No consta l'existència de restes romanes a Portell, encara que Serafí Gamundi afirma que el poble ja existia en època visigòtica.
El 1086 pertanyia a la taifa de Lleida. El 25 d'octubre de 1157, Ramon Berenguer IV, comte de Barcelona i príncep d'Aragó, atorga la carta de poblament d'Alcanyís i la inclou entre les terres a poblar al fur de Saragossa. Després de ser conquerida Morella per Blasco I d'Alagon abans que s'iniciés la conquesta del Regne de València, el 17 d'abril de 1233 atorga a aquesta ciutat carta de població, a fur de Sepúlveda i Extremadura, incloent Portell entre els llogarets del terme morellà. El rei Jaume I confirma aquesta carta de poblament sense fer esment d'aquest fur.
El 1234, Jaume I fa donació de Portell, al costat d'altres llogarets, a l'orde del Temple. Quan aquesta es va dissoldre va passar a Morella. Des de final del segle xiii comença al costat d'altres llogarets una llarga lluita per a assolir la independència de Morella, fet que no s'aconsegueix fins a 1691, durant del regnat de Carles II, qui li va atorgar el títol de vila. Abans, el 1358, en ocasió de la guerra entre Castella i Pere el Cerimoniós, Portell i els llogarets van obtenir del rei una independència temporal, ja que va ser revocada al seu triomf.
A la mort del rei Martí I l'Humà, en 1410, Morella va donar la candidatura de Ferran d'Antequera, però Portell i els altres llogarets van prendre el partit de Jaume, comte d'Urgell. En 1520, durant guerra de les Germanies, es va unir al bàndol dels agermanats, i va patir després les represàlies reals. L'expulsió dels moriscs, en 1609, no va influir sobre la població, ja que, per fortuna, eren tots cristians vells, tot i que moltes famílies d'origen moro conreaven les masies.
En 1750 figura inclosa entre les viles de reialenc. Com gairebé totes les poblacions dels Ports i el Maestrat, va prendre part activa en les guerres carlistes.

## Demografia
El 1397 comptava amb 157 focs, el 1430 tenia 120 veïns. Segons el cens de Floridablanca de 1787, a Portell hi havia 609 habitants. El cens de 1888 eleva la xifra a 1.071 i el de 1910 a 1.086. Des de llavors ha patit un declivi constant.
| 1990 | 1992 | 1994 | 1996 | 1998 | 2000 | 2002 | 2004 | 2005 | 2006 |
| ---- | ---- | ---- | ---- | ---- | ---- | ---- | ---- | ---- | ---- |
| 316  | 295  | 283  | 277  | 265  | 262  | 259  | 252  | 248  | 254  |

## Economia
Basada tradicionalment en l'agricultura de secà i principalment en la ramaderia d'ovelles i cabres. Existeixen dues indústries dedicades a la fabricació de gèneres de punt i altres materials tèxtils d'artesania.

## Alcaldia
Des de 2003 l'alcalde de Portell de Morella és Álvaro Ferrer Ferrer, primerament pel Partit Socialista del País Valencià (PSPV), i des de 2007 pel Partit Popular (PP).
| Període                       | Alcalde o alcaldessa       | Partit polític | Data de possessió | Observacions |
| ----------------------------- | -------------------------- | -------------- | ----------------- | ------------ |
| 1979–1983                     | Francisco Gisbert Salvador | UCD            | 19/04/1979        | --           |
| 1983–1987                     | José Luis Cruz Cruz        | PSPV-PSOE      | 28/05/1983        | --           |
| 1987–1991                     | Miguel Milian Moles        | PSPV-PSOE      | 30/06/1987        | --           |
| 1991–1995                     | Miguel Milian Moles        | PSPV-PSOE      | 15/06/1991        | --           |
| 1995–1999                     | Daniel Segura Dalmau       | PSPV-PSOE      | 17/06/1995        | --           |
| 1999–2003                     | José Luis Cruz Cruz        | UV             | 03/07/1999        | --           |
| 2003–2007                     | Álvaro Ferrer Ferrer       | PSPV-PSOE      | 14/06/2003        | --           |
| 2007–2011                     | Álvaro Ferrer Ferrer       | PP             | 16/06/2007        | --           |
| 2011–2015                     | Álvaro Ferrer Ferrer       | PP             | 11/06/2011        | --           |
| 2015–2019                     | Álvaro Ferrer Ferrer       | PP             | 13/06/2015        | --           |
| 2019-2023                     | Álvaro Ferrer Ferrer       | PP             | 15/06/2019        | --           |
| Des de 2023                   | n/d                        | n/d            | 17/06/2023        | --           |
| Fonts: Generalitat Valenciana |                            |                |                   |              |

## Monuments

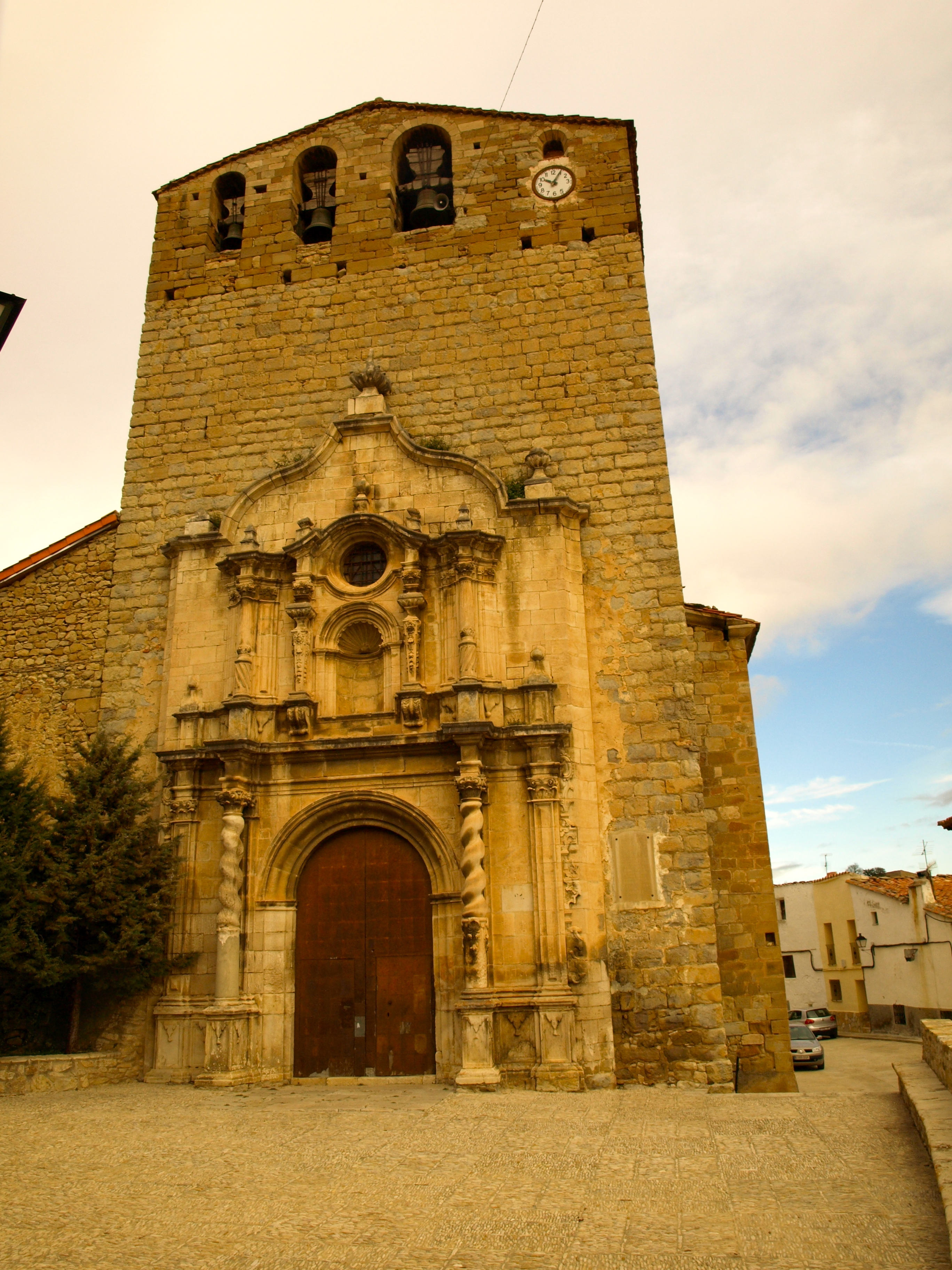
Església de l'Assumpció

- Castell de Portell de Morella. Castell i recinte emmurallat que amb el pas del temps fou aprofitat per a diversos usos.
- Església parroquial de l'Assumpció. Edificació barroca del segle xviii, amb tres naus, que conserva en les parets exteriors restes de claus, gàrgoles i motllures gòtiques de la primitiva església. La portada és d'estil barroc-xurrigueresc. La construcció data del 1750 i, segons Bautista i Garcia, és obra de l'arquitecte Josep Dols.
- Església del Calvari. Es va construir el 1849, al mateix temps que tot el conjunt de les capelles del Viacrucis representades en estampes de ceràmica
- Ermita de Nostra Senyora de la Font
- Ermita del Salvador

## Llocs d'interès
- Paratge Natural Municipal de la Rambla de Sellumbres. És un Paratge Natural Municipal dels municipis de Castellfort, Cinctorres i Portell de Morella.

## Festes i esdeveniments
- Dia de la Patrona. La Mare de Déu de l'Esperança se celebra el 18 de desembre amb processó, entrega de "coquetes" pels quintos i els xiquets reciten poesies a la Mare de Déu.
- Festes patronals. En honor de Sant Tomàs, Sant Roc i Mare de Déu de l'Assumpció. Del 3 al 15 d'agost.
- Festa de Sant Antoni. Aquesta festa popular d'indubtable origen pagà, donada la relació amb el culte al foc, constituïx un testimoniatge de primitives representacions cívic-religioses.
- Festa de Santa Àgueda. Se celebra el primer dissabte de febrer.
- Festa de Sant Marc. Romiatge al barri de l'Albareda. Se celebra el dissabte posterior al 25 d'abril.
- Sant Cristòfol. El 10 de juny es beneeixen vehicles i is fa ball nocturn.
- Els Pelegins de Portell. Tradicional romiatge que fan dotze homes a l'ermita de Sant Pere en Castellfort el 30 de juny.

A més, Portell ha acollit l'Aplec dels Ports en tres ocasions, els anys 1994, 2004 i 2022.